# الطاقة النووية في فرنسا

سيطرت الطاقة النووية على عملية توليد الكهرباء في فرنسا منذ بداية الثمانينات، مع تصدير جزء كبير منها لدول الجوار
thermofossil
hydroelectric
nuclear
Other renewables

الطاقة النووية هي المصدر الرئيسي للطاقة الكهربائية في فرنسا. في عام 2004، بلغ إنتاج الكهرباء من المحطات النووية 425.8 تيرا وات .ساعة(ت.و.س) من الإنتاج الكلي المساوي 540.6 (ت.و.س) من الكهرباء في البلاد أي (78.8٪)، وهي أعلى نسبة في العالم.
وقد دعت صناعة الطاقة النووية في فرنسا ك"قصة نجاح" التي وضعت الأمة الفرنسية في مقدمة دول العالم" من حيث توفير طاقة رخيصة، وخالية من غاز ثاني أكسيد الكربون . أما من الناحية الصناعة، فقدأعلنت فرنسا أن لديها أدنى إنتاج لغاز ثاني أكسيد الكربون لكل وحدة من الناتج المحلي الإجمالي في العالم.
اعتباراً من عام 2012، وصل سعر الكهرباء في فرنسا لساكني المنازل إلى هو أقل من سابع أرخص دولة بين ال27 (أعضاء الاتحاد الأوروبي، وأيضاً سابع أرخص دولة من المستهلكين الصناعيين، مع بمعدل 0.14 يورو/كيلووات. ساعة للأسر (المنازل)، و0.07يورو/كيلووات.ساعة للمستهلكين الصناعيين. فرنسا كانت أكبر مصدر للطاقة في الاتحاد الأوروبي في عام 2012، وتصدر 45 تيرا وات. ساعة من الكهرباء لجيرانها . أثناء الأوقات الباردة جداً أو الساخنة تطلب فرنسا فترات زيادة للإمداد وبشكل روتيني نظراً لعدم وجود المزيد من محطات التوليد المرنة، ولذلك فإن فرنسا تحتاج إلى استيراد الكهرباء أحياناً.
الكهرباء بفرنسا (EDF) - تدير شركات توليد الكهرباء الرئيسية في البلاد وشركات التوزيع - تدير 59 محطة للطاقة النووية  وهي مملوكة بشكل كبير من قِبَل الحكومة الفرنسية، أي نحو 85٪ من الأسهم في أيدي الحكومة 
بعد فوز فرانسوا هولاند في الانتخابات الرئاسية لعام 2012، قد يكون هناك توجه لإلغاء تدريجي وجزئي في فرنسا، مع حزبه الاشتراكي لإغلاق أقدم 24 مفاعل بحلول عام 2025.

## تاريخ
تتمتع فرنسا بعلاقة طويلة مع الطاقة النووية، بدءًا من اكتشاف هنري بيكريل للنشاط الإشعاعي الطبيعي في تسعينيات القرن التاسع عشر، مرورًا بعلماء نووين مشهورين مثل بيير وماري كوري.
قبل الحرب العالمية الثانية، شاركت ألمانيا بشكل أساسي في البحث النووي عبر الجهود التي قدمها كل من فريدريك إيرين جوليو كوري. في عام 1945، أسست الحكومة المؤقتة للجمهورية الفرنسية الوكالة الحكومية المعروفة باسم «هيئة الطاقة الذرية»، وعُين فردريك جوليو كوري، عضو الحزب الشيوعي الفرنسي منذ العام 1942 والحائز على جائزة نوبل، مفوضًا ساميًا لها. أُعفي من منصبه في عام 1950 لأسباب سياسية ارتبطت بالحرب الباردة، وأصبح بعدها واحدًا من 11 موقّع على بيان راسل-أينشتاين عام 1955. أنشأ شارل ديغول هيئة الطاقة الذرية في 18 أكتوبر عام 1945. تضمنت أهداف الهيئة إجراء أبحاث صرفة وتطبيقية ضمن العديد من المجالات، بما فيها تصميم المفاعلات النووية، وتصنيع الدارات المتكاملة، واستخدام النويدات المشعة في العلاج الطبي، وعلم الزلازل وتشكل الأعاصير، وأمن الأنظمة المحوسبة.
توقف البحث النووي لفترة من الزمن بعد الحرب، نتيجة عدم استقرار الجمهورية الفرنسية الرابعة وضيق الأحوال المادية. غير أنه في الخمسينيات، بدأ برنامج مدني للبحث النووي، كان البلوتونيوم منتَجه الثانوي. تشكلت في العام 1956 لجنة سرية للتطبيقات العسكرية للطاقة الذرية، وبدأ برنامج تطوير مركبات التوصيل. في عام 1957، وبعد فترة وجيزة من أزمة السويس (العدوان الثلاثي على مصر)، والتوتر الدبلوماسي مع كل من الاتحاد السوفييتي والولايات المتحدة، قرر الرئيس الفرنسي رينيه كوتي إنشاء مركز الصحراء للتجارب العسكرية في ما كانت عليه الصحراء الفرنسية (مستعمرة الجزائر) آنذاك، بوصفه منشأه جديدة للتجارب النووية تحل محل منشأة اختبار مركز فحص المعدات الخاصة المشتركة.
افتتحت كهرباء فرنسا أول محطة طاقة نووية في البلاد عام 1962. 

### خطة مسمر
كنتيجة مباشرة لأزمة النفط عام 1973، أعلن رئيس الوزراء بيير ميسمر في السادس من مارس/آذار عام 1974 عما أصبح يعرف باسم «خطة ميسمر»، وهو برنامج ضخم للطاقة النووية يهدف إلى توليد كل كهرباء فرنسا عبر الطاقة النووية. خلال فترة أزمة النفط، كانت أغلب الطاقة الكهربائية في فرنسا تأتي من النفط الأجنبي. سمحت الطاقة النووية لفرنسا أن تعوض افتقارها لموارد الطاقة المحلية عبر تطبيق قوتها في الهندسة الثقيلة. لُخّص الوضع في فرنسا بعبارة: «نحن في فرنسا لا نملك نفطًا، ولكننا نملك أفكارًا». أدت خطة ميسمر، التي شُرّعت دون نقاش عام أو برلماني، إلى تأسيس رابطة العلماء للمعلومات حول الطاقة النووية، التي تشكلت بعد توقيع نحو 4000 عالم على عريضة تبرز قلقهم حيال عمل الحكومة، فيما عرف باسم «نداء الأربعمائة» بعد توقيع 400 عالم عليها مبدأيًا.
توخّت الخطة بناء نحو 80 محطة نووية بحلول عام 1985، وبإجمالي 170 محطة بحلول عام 2000. بدأ العمل في المحطات الثلاث الأولى تريكاستين وغرافيلين ودامبيير في العام نفسه. ونصّبت فرنسا 56 مفاعلًا على مدى السنوات الخمسة عشر المقبلة. 

### التطورات الأخيرة
في أعقاب كارثة فوكوشيما النووية الأولى عام 2011، عبّر رئيس وكالة السلامة النووية الفرنسية عن حاجة فرنسا إلى تعزيز حماية الوظائف الحيوية لجميع مفاعلاتها النووية لتجنب حدوث مصيبة في ظل كارثة طبيعية. مضيفًا عدم الحاجة إلى إغلاق أي محطة. قال جاك ريبوسار، رئيس معهد الحماية من الإشعاع والسلامة النووية: «هناك حاجة لإضافة طبقة لحماية آليات السلامة في المفاعلات التي تعتبر ضرورية لأمن المفاعل، مثل التبريد وإمداد الطاقة الكهربائية». أظهرت استطلاعات الرأي تراجع الدعم للطاقة الذرية بعد حادثة فوكوشيما. أظهر استطلاع للرأي أجرته الهيئة الفرنسية للرأي العام في 13 نوفمبر/تشرين الثاني «تردد» 40% من الفرنسيين حول الطاقة النووية، في حين تأييد الثلث لها ومعارضة بلغت 17%.
في شهر فبراير/شباط من العام 2012، قرر الرئيس ساركوزي تمديد فترة عمل المفاعلات النووية القائمة إلى ما بعد 40 سنة، بعد قرار محكمة المدققين بأن ذلك سيكون الخيار الأفضل، إذ إن استيعابًا نوويًا أكبر أو أشكالًا أخرى للطاقة ستكون أكثر تكلفة ومتاحة في وقت متأخر جدًا. خلال عشر سنوات، سيكون 22 من أصل 85 مفاعلًا قيد التشغيل لأكثر من 40 عامًا. تتوقع المحكمة بأن استثمارات كهرباء فرنسا المتوقعة في المحطة الحالية، بما في ذلك تحسينات السلامة بعد حادثة فوكوشيما، ستضيف ما بين 9.5 و14.5% إلى تكاليف التوليد، بحيث تتراوح التكاليف بين 37.9 و 54.2 يورو للميغاواط الواحد. تُقدر تكاليف التوليد من مفاعل فلامانفيل النووي الأوروبي المضغوط الجديد بنحو ما بين 70 إلى 90 يورو للميغاواط الواحد على الأقل، اعتمادًا على مخرجات البناء. يتوقع أكاديميون في جامعة باريس دوفين ارتفاع أسعار الكهرباء المحلية بنحو 30% بحلول عام 2020.
في أعقاب فوز فرانسوا هولاند في الانتخابات الرئاسية لعام 2012، كان من المتوقع حدوث إيقاف تدريجي للبرنامج النووي الفرنسي. جاء ذلك في أعقاب مناقشة وطنية في الفترة التي سبقت الانتخابات، إذ أيد الرئيس نيكولا ساركوزي فكرة الطاقة النووية، بينما اقترح الرئيس فرانسوا هولاند خفض مساهمة الطاقة النووية في إنتاج الطاقة الكهربائية إلى أكثر من الثلث بحلول عام 2025. بدا من المؤكد عزم هولاند على إغلاق محطة فيسنهايم للطاقة النووية بحلول عام 2017. إذ كانت هناك حملة مستمرة لإغلاقها بسبب المخاوف من وقوع نشاط زلزالي وفيضانات.
أُعيقت الجهود النشطة التي تبذلها الحكومة الفرنسية لتسويق المفاعل النووي الأوروبي المضغوط بتجاوزات في التكاليف، والتأخير، والمنافسة من دول أخرى، مثل كوريا الجنوبية، التي توفر مفاعلات أبسط وأرخص ثمنًا.
في عام 2015، صوتت الجمعية الوطنية الفرنسية على أنه بحلول عام 2025 سينتج فقط 50% من طاقة فرنسا عبر محطات نووية. وأشار وزير البيئة نيكولاس هولوت في نوفمبر/تشرين الثاني عام 2017 إلى عدم واقعية هذا الهدف، مؤجّلًا قرار التخفيض إلى ما بين عامي 2030 و 2035. 
في عام 2016، كُشف ضمن محطة فلامانفيل للطاقة النووية عن 400 كتلة ضخمة من الفولاذ من صنع شركة «لو كروسوت فورج» منذ عام 1965 تحوي مخالفات في المحتوى الكربوني تسببت في إضعاف المعدن. بدأ تنفيذ برنامج واسع النطاق لفحص المفاعل تضمن برنامجًا تدريجيًا لإغلاقه، على أن يستمر في الأرجح على مدى فصل الشتاء الذي يشهد ارتفاعًا في الطلب على الكهرباء في عام 2017. تسبب ذلك بارتفاع أسعار الطاقة الكهربائية في أوروبا نتيجة زيادة فرنسا لوارداتها من الكهرباء، خصوصًا من ألمانيًا، لتغطية احتياجاتها. في أواخر شهر أكتوبر/تشرين الأول من عام 2016، كان 20 من أصل 85 مفاعل نووي في فرنسا خارج الخدمة. قد تمنع المخاوف حول نوعية الفولاذ الهيئة المنظمة من تمديد عمر المفاعل بين 40 إلى 50 سنة، وهو ما افترضه مدبّرو خطط الطاقة، بالنسبة للعديد من المفاعلات. في شهر ديسمبر من عام 2016، وصفت صحيفة وول ستريت جورنال هذه المشكلة على أنها «تستّر لمشاكل صناعية دام عقودًا من الزمن»، مع إقرار المسؤولين التنفيذيين في شركة أريفا بتزييف لو كريوسو لعدد من الوثائق.
في شهر نوفمبر/تشرين الثاني من العام 2018، أعلن الرئيس ماكرون عن تأجيل مشروع خفض الطاقة النووية بنسبة 50% إلى عام 2035، وسيشمل ذلك إغلاق 14 مفاعل بقدرة 900 ميغاواط. سيُغلق أقدم مفاعلين، الوحدتان 1 و 2 في فيسنهايم في عام 2020. تخطط شركة كهرباء أوروبا لبرنامج استثماري يدعى «غراند كاريناج»، تهدف من خلاله إطالة عمر المفاعل لـ50 سنة، على أن يكتمل غالبًا بحلول عام 2025.
في عام 2020، أعلنت وزيرة الطاقة إليزابيث بورن عدم إقرار الحكومة بناء أي مفاعلات جديدة بعد بدء فلامانفيل 3 العمل بعد عام 2022.